# Paulo Freire
Paulo Freire   (Recife, 19 de setembre de 1921 - São Paulo, 2 de maig de 1997) Paulo Reglus Neves Freire, va ser un dels més grans i significatius pedagogs del segle xx. Fou un educador i expert en temes d'educació, d'origen brasiler. Va ser empresonat i exiliat i va haver d'imigrar per les seves idees educatives. Amb el principi del diàleg, va ensenyar un camí per a la relació entre docents i alumnes. Les seves idees van influenciar en els processos democràtics del seu moment i avui en dia continuen influint arreu del món.
Va ser el pedagog dels oprimits –tant dels homes com de les dones– i en el seu treball, va transmetre la pedagogia de l'esperança. Va influir en les noves idees alliberadores a l'Amèrica Llatina i en la teologia de l'alliberament i en les renovacions pedagògiques a l'àmbit d'Europa i d'Àfrica. La seva figura és un referent en la política alliberadora i en l'educació.
És l'educador més citat de tot el món i destaca pel seu desenvolupament teòric lligat al compromís social i ètic per la transformació

## Biografia
Paulo Freire va néixer el 19 de setembre de 1921 en una família de classe mitjana de Recife, la capital de Pernambuco, al nord-est del Brasil. El seu pare, Joaquim Temístocles Freire, hi era oficial de la policia militar. La seva mare, Edeltrudis Neves Freire, era procedent de Pernambuco.
Freire va aprendre en la seva família el respecte i la importància de l'opinió dels altres. Aquesta conducta es veu reforçada pel respecte que el seu pare tenia davant la creença religiosa de la seva mare, encara que no la compartia. Temps més tard, Freire escollí el catolicisme com a pròpia alternativa religiosa. Aquesta elecció es va veure influïda pel seu pare. Altrament, va viure en una segona llar on va instruir-se en el treball.
El 1931, per dificultats econòmiques, la família Freire es va veure obligada a mudar-se cap a Jaboato, lloc on morí el seu pare. Mentrestant, Freire va haver de madurar ben aviat degut a la fam i el sofriment que van experimentar ell i la seva família. Va començar a aguaitar la singularitat de la societat moderna i, amb això, va emprendre la recerca del mètode adequat per esbrinar la modificació dels mals d'aquesta societat que reprimia les persones i no el deixava ser un ésser humà més digne. L'any 1943, es va inscriure a la facultat de dret de la Universitat de Recife. Paral·lelament, es va apuntar a estudiar filosofia, fenomenologia i psicologia del llenguatge. A més, a l'escola secundària va ocupar una plaça com a professor de portuguès, i això li va permetre ajudar econòmicament. Allà es va adonar de la problemàtica educacional, una vocació que l'influirà després.
Gràcies a la lectura d'autors importants com Jacques Maritain, Paulo Freire va consolidar la seva fe, independentment de les crisis provocades per la incoherència de l'Església, que predicava una cosa i obertament feia el contrari.
Va conèixer Elza Maria Costa de Oliveira, una obrera de Recife, amb qui va contraure matrimoni el 1944. Van tenir cinc fills. En la seva llar, intentava recrear el mateix ambient en el qual va créixer durant la infantesa, basant-se en el diàleg. La seva cònjuge era professora d'educació primària i posteriorment va esdevenir directora del col·legi en el qual treballava. Aquest fet, influí positivament en Freire, perquè va començar a interessar-se en la pedagogia i l'educació.
L'any 1946, va ocupar el càrrec de director del Departament d'Educació i Cultura del Servei Social de l'estat de Pernambuco. El 1945 i el 1946, començà a treballar amb gent pobra amb problemes d'analfabetisme i va realitzar les primeres experiències que contribuir a crear el seu mètode d'alfabetització.
L'any 1958 va participar en el II Congrés Nacional d'Educació d'Adults a Rio de Janeiro on és reconegut com un educador progressista.

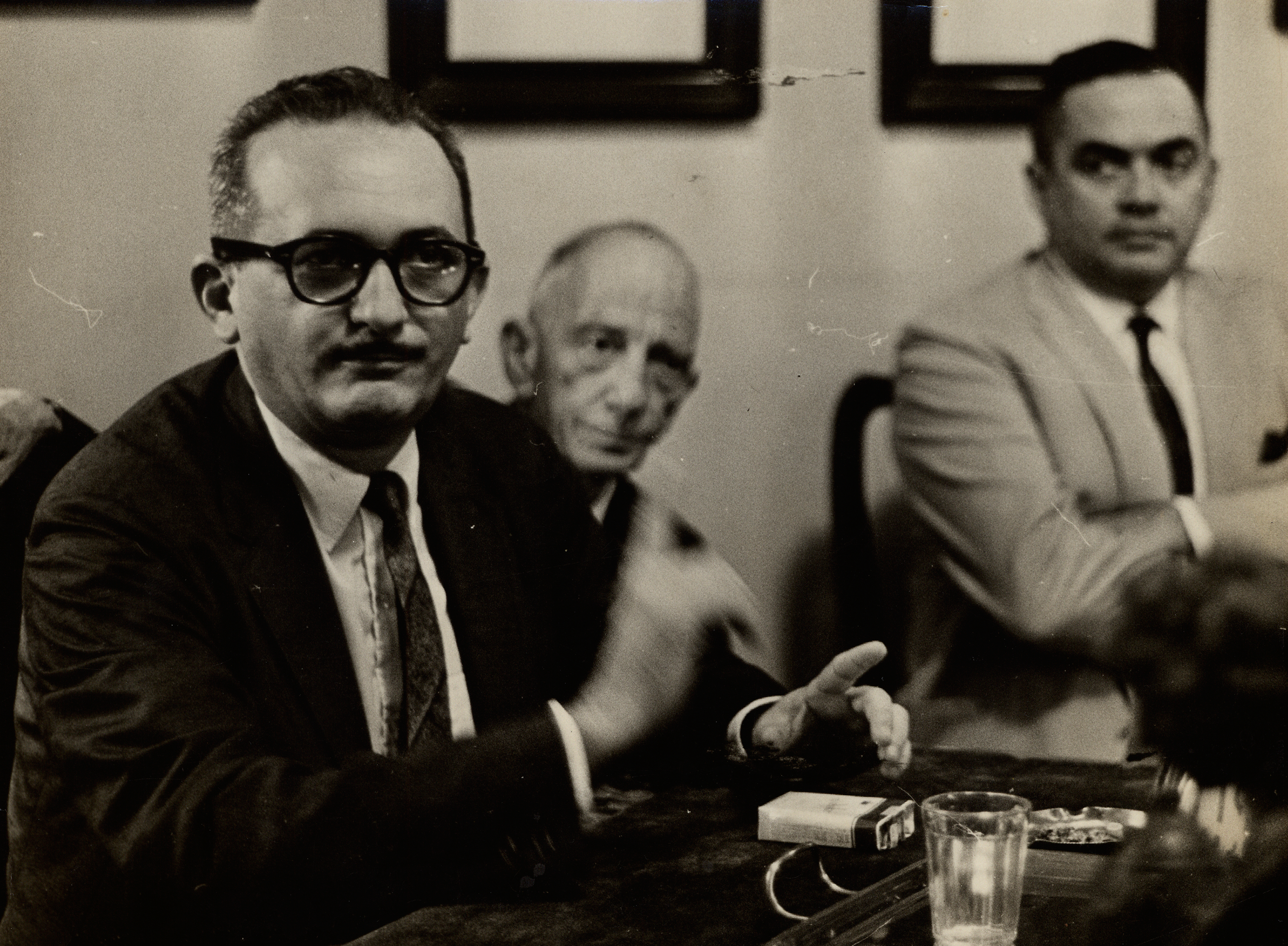
Paulo Freire, 1963.

El 1961 va exercir el càrrec de director del Departament d'Extensió Cultural de la Universitat de Recife. Dos anys més tard, va tenir una primera oportunitat per aplicar les seves teories; va ensenyar a llegir i escriure una plantilla de tres-cents treballadors, homes i dones, de la canya de sucre en només quaranta-i-cinc dies. No se sentia satisfet en només ensenyar a llegir i a escriure, sinó que volia esbrinar com realitzar un canvi efectiu i real en l'ésser humà i en la seva autocomprensió personal i en la del món que l'envolta. Es formula com un mètode participatiu: la ciutadania de majoria analfabeta al Brasil es compromet amb ell, perquè no tenien dret a votar en les eleccions presidencials per ser analfabets. A partir d'aquesta demostració, el govern brasiler va aprovar la creació de milers de cercles culturals al país.

Després del cop d'estat militar al Brasil el 1964, es va haver d'aturar el procés d'educació d'adults i de la cultura popular. Com a conseqüència, Paulo Freire va anar a presó per prop de 75 dies, on més tard va ser interrogat i traslladat a l'IPN de Rio. Les acusacions per les quals se'l jutjà, es basaven fonamentalment en les següents: «subversiu internacional», «traïdor de Crist i del poble brasiler», etc. Freire recorda la seva detenció i l'experiència amb les següents paraules: 
«Lo que parecía muy claro en toda esta experiencia, de lo que salí sin odio ni desesperación, era que una ola amenazante de irracionalidad nos había invadido forma o distinción patológica de la conciencia ingenua, peligrosa en extremo a causa de la falta de amor que la alimenta, a causa de la mística que la anima».
El setembre d'aquell mateix any, es va exiliar a Bolívia. Va treballar cinc anys a Xile pel Moviment Cristià Democràtic per a la Reforma Agrària i per a l'Organització de l'Agricultura i el Menjar de les Nacions Unides. En acabar, va esdevenir professor de la Universitat Harvard.
El 1967, Freire va publicar el seu primer llibre: L'educació com a pràctica de llibertat. Temps després, va publicar el seu llibre més famós: La pedagogia de l'oprimit, editat l'any 1968 en portuguès. Arran de la disconformitat en l'àmbit polític entre les successives dictadures i Freire, la publicació d'aquesta obra es va prohibir al Brasil fins a l'any 1974, moment en què el general Ernesto Geisel va prendre el control del Brasil i es va iniciar un procés de liberalització cultural. La idea del seu treball va rebre una bona acollida en els diversos sectors.
En finalitzar la seva feina a Cambridge, EUA, durant un any, Freire va viatjar a Ginebra, Suïssa, per treballar al Consell Mundial d'Esglésies com a conseller d'educació especial. Durant aquest període, Freire va col·laborar com a assessor en les reformes educatives de les colònies portugueses d'Àfrica, especialment a Guinea Bissau i Moçambic.
Va tornar al Brasil l'any 1980, després que li concedissin el permís per a tornar un any abans. El mateix any, i un cop es trobava en el seu país, es va unir al Partit dels Treballadors (PT) a la ciutat de São Paulo. Freire va ocupar la posició de supervisor del projecte d'alfabetització d'adults dins del mateix partit des del 1980 fins al 1986. Va ser nomenat secretari d'Educació de São Paulo, del 1989 al 1992, gràcies a la victòria del Partit dels Treballadors (PT) en les eleccions municipals del 1988.
La seva muller, Elza Maia Costa de Oliveira, va morir el 1986. Dos anys després de la seva mort, Freire va contreure matrimoni amb la dama Ana María Araújo Freire - "Nita" -, el dia 19 d'agost de 1988. La seva esposa, Maria Araújo Freire, impulsava el seu mètode radical d'educació. A partir de 1992 va fer classes a la Universitat de São Paulo i cursos i conferències per tot el món, fins que el 2 de maig del 1997 Freire morí d'un infart miocardíac.
Entre totes les seves obres, destaquen: L'educació com a pràctica de la llibertat i Pedagogía de l'oprimit.

## Context històric
Freire és un autor que plasma les seves influències intel·lectuals, omplint-les d'un contingut nou, on es va esbossant la seva particular manera d'anar dialogant amb la realitat. L'obra de Freire conté les idees noves i revolucionàries que sorgeixen a Amèrica Llatina en els anys 60. Mostra la seva formació catòlica sent conscient del llenguatge liberacionista provinent dels corrents progressistes del catolicisme que fan sorgir la teologia de l'alliberament i, a més, utilitza elements de la dialèctica marxista que li lliuren una pauta de visió i comprensió de la història.
En el període en què escriu, contempla els traumes i dificultats pels quals passen la gran majoria dels homes i dones camperols del nord-est del Brasil, producte d'una educació alienant que porta al poble a viure en condicions de misèria i explotació, amb una gran passivitat i silenci. La cultura del poble nord-est, ha estat considerada com una visió sense valor que ha de ser oblidada i canviada per una cultura, la de les classes dominants. El poble pobre és tractat com ignorant i ha arribat a un cert punt que s'han convençut que han de viure en aquestes condicions, fet que explica i justifica la passivitat amb què se suporta la situació d'esclavitud en què es viu.
Davant d'aquesta realitat, Freire planteja que l'ésser humà ha de ser partícip de la transformació del món per mitjà d'una nova educació que l'ajudi a ser crític de la seva realitat i el porti a valorar la seva vivència com un assumpte que posseeix un valor real.
Brasil, és un país que al llarg de tota la seva història ha estat sotmès sota influències d'altres cultures i això ha impedit a la població desenvolupar una capacitat crítica que li permeti alliberar-se de la seva submissió cultural.
La colonització al Brasil va tenir característiques marcadament depredadores. Hi va haver una forta explotació i esclavatge de la ciutadania, convertint-se així en una gran "empresa comercial", on el poder dels senyors de les terres sotmetia a la gran massa camperola i nativa del lloc. L'educació dels colonitzadors pretenia mostrar als aborigens la indignitat de la seva cultura i la necessitat d'aplicar un sistema educatiu cultural aliè que mantingués aquesta situació d'explotació i indignitat humana. La població brasilera, va créixer en un ambient d'autoritarisme i proteccionisme, amb solucions paternalistes que sorgien del mutisme brasiler, consciència màgica, on en la societat no existia ni el diàleg ni la capacitat crítica per relacionar-se amb la realitat. Les relacions socials estaven dividides per les diferències econòmiques existents dins de la societat, creant-se una relació d'amo i senyor. El mutisme brasiler era marcat per la falta de vivència comunitària i per la falta de participació social. Com que no hi havia consciència de poble ni de societat, l'autoritat externa era el senyor de les terres, ell/ella era el/la representant del poder polític i ho administrava tot. Aquesta forma de dominació impedia el desenvolupament de les ciutats: el poble era marginat dels seus drets socials i cívics i allunyat de tota experiència d'autogovern i de diàleg.
Aquests antecedents històrics del Brasil, van motivar a l'autor a crear una educació que pogués ajudar al ciutadà a sortir de la seva experiència antidemocràtica, experiència antihumana que no permet a l'ésser humà descobrir-se com re-creador del seu món, com un ser important i amb poder de millorar les coses.
Freire busca fer efectiva una aspiració nacional que es troba present en tots els discursos polítics del Brasil des de 1920: l'alfabetització del poble brasiler i l'ampliació democràtica de la participació popular. El règim oligàrquic que manava al Brasil fins al 1930, va prendre el tema de l'analfabetisme i el va convertir en el tema dels seus discursos, transformant l'analfabetització en un verbalisme mancat d'una acció concreta. El règim posterior al règim oligàrquic, continua en la mateixa línia demagògica que no busca, en la pràctica, un canvi real i efectiu (l'alliberament de la població) sinó més aviat l'elaboració d'un discurs atraient i de moda en la seva època.
D'acord amb una perspectiva històrica, ens trobem en el moment d'inici de la decadència de la societat capitalista brasilera, dedicada fonamentalment a la producció agrària exportable. La gran crisi econòmica mundial de 1929 i la redefinició del mercat internacional, van accelerar el procés de transformació de les estructures que va significar: major urbanització i industrialització, amb el consegüent augment de les migracions populars cap a les grans ciutats; des de l'economia agrària, en el pla fan la seva aparició les classes populars urbanes, es redefineixen les aliances de les classes socials a escala d'estat, el que produeix una gran crisi en les elits. Tot i que, des de 1930, s'ha produït la desestructuració del règim oligàrquic, això no vol dir que ha perdut el poder polític i econòmic, ja que el poder local i regional dels grans latifundis segueix sent una base de decisió fonamental per a la manutenció i l'estabilitat del poder nacional.
En l'escenari nacional, apareix la classe popular urbana, però, les classes rurals en concret (en són majoria, ja que "abasten la meitat de la població brasilera") continuen sent marginades del procés social, polític, econòmic, etc. No participen de cap de les decisions importants per al país. El treball de Paulo Freire està críticament lligat a aquest incipient procés d'ascensió popular. La seva praxi política-educativa, es desenvolupa al Brasil, enmig d'un esquema clàssic de dependència i subdesenvolupament.
Freire decideix crear el moviment d'educació popular al Brasil: busca treure l'ésser humà analfabet de la seva situació d'inconsciència, de passivitat i de falta de pensament crític. El seu esforç per buscar contribuir a l'alliberament del seu poble, s'inscriu en una època on són molts els que busquen alliberar-se. A banda d'aquest fet, en aquest mateix període podem identificar nombrosos procediments de naturalesa política, religiosa, social i cultural, per mobilitzar i conscienciar al poble des de la participació popular creixent, per mitjà de vots, fins al moviment de cultura popular organitzat pels estudiants. Es desenvolupa també tot un moviment del sindicalisme rural i urbà. Apareixen institucions com la SUPRA, que agrupava classes camperoles per a la defensa dels seus interessos, provocant grans repercussions polítiques.
El moviment d'educació de Freire comença el 1962, al nord-est del Brasil, una de les regions més pobres del país. De cinc milions d'habitants, quinze eren analfabets. Durant quaranta-cinc dies, ell va treballar amb tres-cents treballadors/ores aplicant el seu mètode d'alfabetització. Els resultats van impressionar profundament l'opinió pública per l'èxit aconseguit en l'aplicació del seu mètode, el qual, temps més tard, va ser aplicat en tot el territori nacional. La reacció dels grups dominants, units a una Església catòlica conservadora, no comprenen com un educador catòlic pot fer-se portaveu dels oprimits, posant en perill els privilegis dels quals han gaudit des de sempre. Amb aquestes accions per la seva part, sorgeixen les acusacions que el culpen d'agitador polític, comunista i líder de les masses per a fer-les prendre consciència de la seva realitat, el que posa en perill l'estabilitat i la seguretat de la col·lectivitat fundada sobre els principis excloents d'una societat opressora.
Aquest procés d'alliberament popular, a través d'una educació per a la llibertat, va ser detingut a causa del cop d'estat fet pels militars l'any 1964, situació que impedeix la realització del primer pla nacional d'educació popular. No només a causa de les seves idees, sinó sobretot perquè va voler ajudar al ciutadà a alliberar-se, Paulo Freire és exiliat. En l'exili, continua la seva recerca al voltant de l'educació popular en altres països d'Amèrica Llatina. Paulo Freire ha d'assumir unes certes accions que l'impedeixen durant un temps realitzar la seva tasca únicament perquè va intentar comprendre i alliberar l'ésser humà de la realitat en la qual es vivia en el nord-est brasiler, retornant-li la capacitat de reconèixer la seva força transformadora: una força que brolla des dels mateixos oprimits, els quals eren l'únic camí d'alliberament real possible.

## El pensament de Paulo Freire

### Deshumanització
Succeeix quan l'opressor/a exerceix força o violència sobre aquelles persones oprimides. Aquests, tard o d'hora, respondran anhelant restaurar la seva llibertat i buscaran convertir-se en opressors d'aquells que els oprimien. Amb aquest fet, es produeix una contradicció en voler convertir-se en opressors, ja que en comptes de l'alliberament, el que preval és una identificació. Freire descriu els oprimits com uns éssers duals que idealitzen l'opressor/a, tenen por a la llibertat perquè aquesta els atorgarà autonomia (podran actuar sense l'ombra de l'opressor) i es podran alliberar psicològicament per a no convertir-se en opressors, ja que tendeixen a identificar-se amb el seu contrari.

Tots dos, tant opressors/es com oprimits/des, tenen por a la llibertat, per raons diferents: 
El "miedo a la libertad", del cual se hacen objeto los oprimidos, miedo a la libertad que tanto puede conducirlos a pretender ser opresores también, cuanto puede mantenerlos atados al status del oprimido, es otro aspecto que merece igualmente nuestra reflexión.
Este miedo a la libertad también se instaura en los opresores, pero, como es obvio, de manera diferente. En los oprimidos el miedo a la libertad es el miedo de asumirla. En los opresores, es el miedo de perder la "libertad" de oprimir.
És per aquest motiu que l'única manera per aconseguir una veritable alliberació és per mitjà de la humanització, on no poden haver ni opressors/es ni oprimits/des. No obstant això, no n'hi ha prou en conèixer la relació entre l'opressor/a i l'oprimit/da per a aconseguir aquest fi: l'alliberament. En constituir la realitat opressora com un mecanisme d'absorció, aquesta funciona com una força de purificació de les consciències, on destaca una funció: la intenció de domesticar els éssers. Per això, els oprimits/des han de lluitar pel seu alliberament, acompanyats d'aquells que se solidaritzen amb la seva voluntat. Necessiten guanyar la consciència crítica de l'opressió, en la praxi d'aquesta pràctica on alliberar-se d'aquesta força exigeix l'emersió d'ella i només és possible fer-ho per mitjà de la praxi autèntica: l'acció i la reflexió.
Com més comprenen les masses populars la realitat objectiva sobre la qual han d'emprendre la seva acció transformadora, més s'introdueixen de manera crítica en ella. D'aquesta manera, estaran prenent conscientment el desenvolupament futur de les seves experiències. És un pensar dialèctic entre l'acció i el món i el món i l'acció, on tots dos es troben en una íntima relació de solidaritat.

### Educació com a pràctica de llibertat
Per a la definició revolucionària del concepte de l'educació, tradueix la seva reflexió filosòfica en propostes d'acció política i pretén una educació conscienciada, és a dir, l'educació com a instrument d'alliberament. L'educació és la pràctica de la llibertat. Defensa un relativisme cultural: no hi ha una cultura superior a una altra de manera que el mestre i/o la mestra no ha d'imposar la seva pròpia concepció del món. Ni una cultura s'ha d'imposar sobre una altra com passa en el colonialisme, on s'imposa sobre el poble colonitzat la cultura del silenci.
Freire afirma que l'analfabetisme que té el poble, els converteix en vulnerables i la classe mitjana considera que si les classes populars van prenent consciència es convertiran en una amenaça. Per tant, decideixen adoptar una posició reaccionària. Aquestes contradiccions anunciaven un nou retrocés pel qual semblava molt necessària una àmplia acció educativa democràtica, per a la decisió i la responsabilitat social i política. L'educació permetrà:
- Subministrar instruments per a suportar el desarrelament de la cultura industrial.
- Possibilitar el col·loqui de la seva problemàtica i la inclusió en ella.
- Comunicar els perills del seu temps i donar valor per lluitar.
- Diàleg i anàlisi crítics.
- No adoptar posicions orientades al quietisme (no acció).

Freire no admet que la democratització de la cultura sigui la seva vulgarització ni un producte que es lliura al poble per al seu compliment, on en la base del seu plantejament teòric exposa les seves experiències pràctiques com a educador de les persones adultes. L'educació de l'adulta/adult tracta de posar al seu servei mitjans amb què superar la comprensió ingènua de la seva pròpia realitat, adquirint per contra una altra bàsicament crítica. Freire es planteja com dur a terme aquesta educació, que proporciona a l'ésser humà perquè tingui una actitud crítica davant la seva realitat, com ajudar a crear el món de signes gràfics. Per a poder dur a terme tots aquests propòsits: en primer lloc, decideix crear un mètode que sigui actiu, dialogant i crític. A continuació, modifica el programa educacional. I per acabar, fa ús de les tècniques com ara la reducció i la codificació.

### Educació bancària
Realitza una crítica a l'educació, on inicialment destacarem dues concepcions: la concepció bancària i la concepció alliberadora:
- La concepció bancària és aquella on només es diposita coneixements en la persona i aquesta no realitza cap procés crític amb aquest material, solament ho rep, ho memoritza i ho repeteix sense qüestionar en cap moment la informació transferida per l'educador/a.
- La concepció alliberadora és aquella on per mitjà del diàleg, tothom pot mostrar els seus coneixements i tothom pot aportar els seus coneixements en el sistema educatiu. Segons Freire, és la indicada, però no resulta ser un procés fàcil.

Aquesta crítica emfatitza als educands com a recipients on hem d'abocar el saber. Aquesta mena d'educació la va anomenar bancària o pedagogia tradicional dels opressors, perquè el cos docent és l'únic ésser que posseeix el coneixement i és ell qui ha de transmetre els coneixements als i les educands (més endavant, es converteixen en subjectes passius i en subjectes oprimits). El cos docent realitza petites incidències que els educants reben, memoritzen i repeteixen. Però aquesta educació, no s'ha de veure com si fos un recipient sense contingut que es va omplint, perquè al final s'adopta la idea equivocada que no existeix cap base amb cap contingut. Per aquest motiu, la concepció on trobem el recipient buit, cedeix a l'ésser que omple el recipient (qui imparteix els coneixements) una posició dominant. 
En la visión “bancaria” de la educación, el “saber”, el conocimiento, es una donación de aquellos que se juzgan sabios a los que juzgan ignorantes. Donación que se basa en una de las manifestaciones instrumentales de la ideología de la opresión.
Freire va considerar que l'educació bancària ha de canviar a una educació que posseeixi una visió crítica del món en el qual vivim, perquè no permet la consciència de la realitat, l'alliberament dels i les educands i només serveix a la classe dominant i opressora. Per acabar, fa referència a una de les activitats que desenvolupa el docent: la narració. Aquest concepte surt de la seva obra La pedagogia de l'oprimit, obra en la qual explica el significat del mateix: 
"La narración, cuyo sujeto es el educador, conduce a los educandos a la memorización mecánica del contenido narrado. Más aún, la narración los transforma en “vasijas”, en  recipientes que deben ser “llenados” por el educador. Cuando más vaya llenando los recipientes con su depósitos, tanto mejor educador será. Cuanto más se dejen “llenar” dócilmente, tanto mejor educandos será".

### Educació problemàtica
L'educació problemàtica és un sistema educatiu proposat per Paulo Freire, i és totalment contrari al model educatiu esmentat anteriorment: Educació bancària. Fent al·lusió a aquest model, Freire proposa que l'educació s'ha de basar en un constant diàleg entre l'educant i el professorat
L'educant ha de ser capaç de buscar per si mateix els coneixements en comptes de limitar-se en la figura del professorat, qui pot arribar a facilitar les guies d'estudi, el material o quelcom d'altra informació. Amb això, s'aconsegueix que el col·legial/a adopti una postura autònoma i generadora de les seves pròpies idees i coneixements.
Que el professorat no sigui el centre de recerca de la informació i dels coneixements dels educands no provoca la nul·litat del rol del professorat, sinó que dona l'oportunitat al cos docent on en comptes de només ensenyar, també pot ensenyar i ser ensenyat, creant un diàleg entre professorat-alumnat, la qual cosa origina una educació més rica i gratificant.
L'objectiu principal d'aquest model educatiu és que l'ésser humà creï consciència i un concepte propi sobre què representa el món i totes les normes que recauen sobre ell. Que adopti una visió crítica del món i que aprengui d'acord amb l'experiència.
"La educación es un acto de amor, de coraje; es una práctica de la libertad dirigida hacia la realidad a la que no le teme; sino que busca transformarla; por su solidaridad, por espíritu fraternal".

### Acció dialògica
L'acció dialògica neix d'una matriu de naturalesa crítica i a la vegada també genera aquesta crítica. Aquest diàleg manté la força en els seus nutrients, els quals són: l'amor, la humilitat, l'esperança i la confiança. Quan els nutrients conflueixen, es fan crítics en la recerca de quelcom. És aquesta la característica que fa del diàleg una eina comunicativa. El diàleg crea una relació de simpatia entre els subjectes que dialoguen (Freire concep el diàleg com una relació horitzontal de A més B, on per a portar a terme aquesta relació tenim que la paraula i els elements que la constitueixen).
"Los hombres no se hacen en el silencio, sino en la palabra, en el trabajo, en la acción, en la reflexión".
Per Freire, la paraula té dues fases constitutives indissolubles: acció i reflexió. Ambdues en relació dialèctica estableixen la praxi del procés transformador. La reflexió sense acció, es redueix al verbalisme estèril i l'acció sense reflexió és activisme. La paraula veritable és la praxi, perquè els éssers humans han d'actuar en el món per humanitzar-lo, transformar-lo i alliberar-lo. Freire assumeix que el diàleg és el camí indispensable per tal d'aconseguir un ordre polític i a la vegada un ordre vital per al nostre ser. El diàleg reforça l'estímul de les possibilitats dels éssers humans .
"El sujeto que se abre al mundo y a los otros inaugura con su gesto la relación dialógica en que se confirma como inquietud y curiosidad, como inconclusión en permanente movimiento en la historia".
Els elements que constitueixen la Teoria de l'Acció Dialògica són la col·laboració, la unió, l'organització i la síntesi cultural. La col·laboració té lloc entre subjectes a diferents nivells de funcionalitat i, per tant, també de responsabilitat. Els dos subjectes es troben en col·laboració en la transformació del món, el "jo" sap que és construït pel "tu" durant tota l'acció dialògica, per tant no existeix una superposició dels subjectes sinó dos subjectes que es troben per la pronunciació i transformació del món.

## El mètode de Paulo Freire
Freire es va qüestionar quin mètode podia utilitzar-se per la superació de les actituds màgiques o ingènues del poble davant la seva realitat com a éssers humans. El mètode a seguir havia de ser actiu, dialogal, crític i criticador. No es tracta d'ensenyar-los a repetir paraules, ni tampoc es restringeix a desenvolupar la capacitat de pensar-les segons les exigències lògiques del discurs abstracte. Per aquest motiu, sorgeix una nova metodologia educacional: l'alfabetització
L'alfabetització és fonamentalment un mètode de cultura popular que, a la vegada, es tradueix en una política popular: no hi ha cultura del poble sense la seva política. Per això, la seva feina se centra a conscienciar i polititzar. Freire no confon els plans polítics i pedagògics: ni s'absorbeixen, ni es contraposen. Per tant, l'ésser humà desenvolupa més i més la seva consciència crítica, a la recerca de l'aflorament de la veritable consciència reflexiva de la cultura, la qual apareix en el precís instant en què l'ésser humà es nodreix de la història i busca retrobar-se; és en el moviment on busca ser lliure. Aquesta és l'educació que busca ser pràctica de la llibertat.
El mètode de Freire està arrelat amb la seva concepció de l'ésser humà. L'ésser humà és com un ésser en el món i amb el món. El que és característic de l'ésser humà, és la d'un ésser enfilat en l'espai i en un temps que la seva consciència intencionada capta i transcendeix. Només l'ésser humà pot instruir-se del món, on aquest un "no jo" component del seu jo, el constitueix com un ésser humà de coneixement.

En aquesta dimensió crítica, podem entendre l'alfabetització com la conquesta que fa l'ésser humà de la seva paraula, el que certament comporta la consciència del dret de dir la paraula i podem distingir cinc fases en aquest procés d'alfabetització on, abans de començar, el grup dialoga per aconseguir l'aprehensió del concepte de cultura: 
"En esta etapa, el grupo descodifica varias unidades básicas, codificaciones sencillas y sugestivas, que dialógicamente decodificadas, van redescubriendo al hombre como sujeto de todo proceso histórico de la cultura y, obviamente, también de la cultura letrada. Lo que el hombre habla y escribe, y cómo habla y escribe, es todo expresión objetiva de su espíritu. Por esto, el espíritu puede rehacer lo hecho, en este redescubrir el proceso que lo hace y lo rehace".

### Paraula generadora
Freire va aplicar el seu mètode per mitjà d'una paraula o imatge generadora. Com bé hem dit, s'utilitzaven les paraules generadores per impartir les lliçons als adults/adultes que es volien alfabetitzar. S'utilitzaven fotografies, dibuixos o cartells que generaven un diàleg. Quan es podia, treballaven amb pel·lícules i gravacions que es convertien en generadores de diàleg. Podien començar per una paraula generadora, com per exemple tijolo, a partir d'una fotografia d'un maó. A Xile, utilitzaven per exemple la paraula treball, i a continuació mostraven la imatge d'algú treballant, depenen de l'entorn, urbà o camperol, en què es trobés el grup d'adults/adultes i com a conseqüència, les seves pròpies experiències.
Tornant a l'exemple de tijolo, va ser utilitzada a Brasil als anys seixanta i va ser escollida per una ciutat en construcció, per a facilitar la comprensió del lector i de la lectora.
1. Es presenta la paraula generadora "tijolo" inserida en la representació d'una situació concreta: homes treballant en una construcció
2. S'escriu la paraula: TIJOLO.
3. S'escriu la mateixa paraula separada en síl·labes: TI - JO - LO
4. Es presenta la família fonémica de la primera síl·laba: TA - TE - TI - TO - TU
5. Es presenta la família fonémica de la segona síl·laba: JA - JE - JI - JO - JU
6. Es presenta la família fonémica de la tercera síl·laba: LA - LE - LI - LO - LU
7. Es presenta la família fonémica de la paraula que està sent descodificada: TA - TE - TI - TO - TU JA - JE - JI - JO - JU LA - LE - LI - LO - LU
8. Es presenten les vocals: A - E - I - O - U

En síntesi, es produeix l'alfabetització de l'educand o la educand quan finalment és capaç d'articular síl·labes i/o formar paraules. Aquest procés requereix, evidentment, una profundització, és a dir, una postalfabetització. L'eficàcia del seu mètode, consisteix en partir de la realitat de l'alfabetitzant, d'allò que ja coneix, el valor pragmàtic de les coses i dels esdeveniments de la vida quotidiana, de les seves situacions existencials. El seu mètode desafia a l'home i la dona que s'estan alfabetitzant per aproximar-se al codi escrit i a polititzar-se, prenent consciència de la totalitat del llenguatge i del món.
Els participants dels cercles de cultura dialogaven entre si i dirigien diferents debats, sobre continguts associats a diferents figures, i la repercussió en la seva pròpia vida.

## L'alfabetització com a canvi
Per a Paulo Freire, el procés de l'alfabetització té tots els mecanismes per a una alliberació. És la conquesta que realitza l'ésser humà de la seva paraula, que comporta la consciència de dir la paraula. El subjecte, aprèn a ser artífex de la seva pròpia història, redactant la seva vida, les seves experiències i en convertir-se en un personatge protagonista d'aquesta mateixa. 
"... el aprendizaje y profundización de la propia palabra, la palabra de aquellos que no les es permitido expresarse, la palabra de los oprimidos que sólo a través de ella pueden liberarse y enfrentar críticamente el proceso dialéctico de su historización".

### Fases del mètode per a l'alfabetització
Aquest procés d'alfabetitizació està compost per cinc fases i és necessari seguir el mètode actiu dialogal crític:
- 1a fase: aixecament del univers vocabular (univers de les paraules parlades en el medi cultural del alfabetitzant) dels grups amb els quals es treballa. S'extrauen els vocables de més riques possibilitats fonètiques i que tingui major càrrega semàntica, amb sentit existencial i emocional.
- 2a fase: elecció de les paraules seleccionades de l'univers vocabular investigat.
- 3a fase: creació de situacions existencials típiques del grup amb el qual es treballa. Les paraules utilitzades reben el nom de generadores, ja que a través de la combinació dels seus elements bàsics propicien la formació d'altres paraules.
- 4a fase: elaboració d'unes guies que ajudin als coordinadors dels debats en el seu treball. Aquestes guies han de ser material útil per ajudar els coordinadors i les coordinadores, i no han de ser regles estrictes a obeir i seguir.
- 5a fase: divisió de les famílies fonètiques corresponents als vocables generadors. S'expressen les situacions en làmines, diapositives o projeccions que, de l'experiència viscuda per la persona que es alfabetitzada, passen al món dels objectes. Un rere l'altre, les i els estudiants creen paraules noves amb les combinacions que tenen a la seva disposició. Aquest procés genera coneixement de paraules que al mateix moment enriqueixen la possibilitat d'identificar el seu món.[36]

Els i les educands van creant paraules noves utilitzant totes les possibles combinacions que es troben a la seva disposició. Aquest procés permet l'enriquiment dels educands, ja que van coneixent paraules que els permeten comunicar-se amb el món i parlar del món.

## Llibres
Freire va tenir un gran èxit dins dels moviments populars abans de l'aparició de les empreses editorials. Per aquest motiu, la publicació de la seva obra no ha seguit les normes tradicionals. Alguns dels seus llibres van sortir d'impressions "casolanes" abans o al mateix temps que la publicació oficial. A continuació, es presenten els llibres i les compilacions més importants, els que han tingut més repercussió.
L'educació com a pràctica de la llibertat:
A partir de 1965, aquesta obra ja es pot trobar en portuguès i a partir de l'any 1966 es pot trobar publicada en castellà. La primera edició en castellà és de Tierra Nueva Siglo XXI, de l'any 1969. La primera edició en català és d'Eumo, del 1987. És un dels llibres més llegits perquè recull la teorització de la seva experiència al Brasil. Resulta ser un primer contacte amb la seva metodologia d'alfabetització, exposada en gran detall a la part final del llibre. Trobem desenvolupats els conceptes que van constituir la base dels moviments freirians: societat tancada, cultura del silenci, consciència màgica, ingènua i crítica, transitivitat, educació alliberadora, conscientització, etc. Va ser prohibit a Espanya.
La pedagogia de I'oprimit:
Es va imprimir per primera vegada I'any 1969 a la Universitat Harvard, on Freire va treballar com a professor durant deu mesos. L'any 1970, Tierra Nueva/Siglo XXI va editar I'obra en castellà. És la seva obra més solida segons el parer d'alguns. Es diu que suposa la integració del marxisme i, concretament, de la lluita de classes, segons la concepció humanista cristiana. Per Freire, la revolució ha de ser cultural, perquè s'ha d'aconseguir l'alliberament de la cultura alienada, de la interiorització dels valors de les classes dominants. L'objectiu no és el de convertir-se en opressors/es dels opressors/es, sinó que el que cal és aconseguir la humanització de tothom; els oprimits i les oprimides s'alliberen, i d'aquesta manera alliberen els seus opressors.
Acció cultural per a la llibertat:
La primera obra amb aquest títol també es va publicar a Harvard I'any 1970. Les versió castellana (Tierra Nueva) és del 1975. Torna a temes anteriors (conscientizació, cultura del silenci…) però ara des d'una nova perspectiva: I'educació s'ha de concebre com a acció cultural. Aquesta acció pot anar dirigida cap a I'alliberament o cap a la domesticació. La posició neutral que pretenen aquells que es refugien en la tècnica, no existeix. L'alfabetització d'adults/adultes no pot ser mecànica ni limitarse a la lectoescriptura; cal orientar-la cap a una lectura crítica de la realitat.
Educació, alliberament i església:
La Aurora en va publicar una traducció en castellà l'any 1974, amb el títol "Las iglesias, la educación y el proceso de liberación humana". Aquesta mateixa editorial va publicar-ne una altra traducció I'any 1984, amb el títol "Las iglesias en América Latina: su papel educativo". Els temes que hi trobem són el moviment profètic a l'Amèrica Llatina, el compromís cristià, I'anàlisi marxista i el paper del pensament utòpic. Aquests elements es troben relacionats pel fet que tots impulsen la lIuita popular contra I'opressió.
Reflexió crítica sobre les virtuts de I'educador:
L'edició castellana és de Búsqueda, de I'any 1985. Una de les virtuts del cos docent ha de ser la coherència, entesa com a reducció de la distància entre el discurs i la pràctica, sense caure, pero, en I'absolutització; s'han de contemplar les inevitables dosis d'incoherència. Una altra virtut que ha de tenir és I'actitud crítica enfront de la tensió entre subjectivitat i objectivitat, i la vivència de la tensió entre I'ara i aquí del cos docent, i I'ara i aquí dels educands.
Pedagogia: diàleg i conflicte:
L'edició en portuguès és del 1986, publicada per Cortez. Es distancia i es critica I'anomenada educació no directiva. Segons ell, qualsevol pràctica educativa és directiva en un sentit o altre. Proposa una educació emmarcada en els moviments populars, que es basi en el diàleg i, per tant, en el conflicte, sempre des de la perspectiva de I'intel·lectual orgànic gramscià, que suposa un canvi en relació amb les referències anteriors a un marxisme estructuralista.
Trobem altres llibres i compilacions molt importants com Extensió o comunicació? La conscientització en el medi rural (Siglo XXI, de 1973), Canvi (l'any 1976), Cartes a Guinea Bissau. Apunts d'una experiència pedagògica en procés, (Siglo XXI, de 1977), La importància de lIegir i el procés d'alliberament, Diàlegs sobre educació, (Siglo XXl, de 1984), Cap a una pedagogia de la pregunta (La Aurora, de 1986) i Aquesta escola anomenada vida (versió portuguesa, de 1985).

### Traduccions al català
Aquestes són les edicions en català de l'obra de Paulo Freire :
| Títol original                     | Títol en català                           | Traductor/a                       | Editorial | ISBN                   |
| ---------------------------------- | ----------------------------------------- | --------------------------------- | --------- | ---------------------- |
| Educação como prática da liberdade | L'educació com a pràctica de la llibertat | Neus Berenguer, Vicent Berenguer  | Crec      | ISBN 978-84-936246-7-5 |
| Pedagogia do oprimido              | Pedagogia de l'oprimit                    | Vicent Berenguer                  | Crec      | ISBN 978-84-935267-0-2 |
| Educação e mudança                 | Educació i canvi                          | Neus Berenguer                    | Crec      | ISBN 978-84-15103-17-2 |
| Sobre educação (Diálogos)          | Diàleg                                    | Vicent Benavent                   | Crec      | ISBN 978-84-933402-5-4 |
| Pedagogia: diálogo e conflito      | Pedagogía: diàleg i conflicte             | Vicent Benavent, Empar Gomar      | Crec      | ISBN 978-84-607-3602-8 |
| A Educação na cidade               | L'educació a la ciutat                    | Pep Aparicio                      | Crec      | ISBN 978-84-933402-1-6 |
| Pedagogia da autonomia             | Pedagogia de l'autonomia                  | Eduard J. Verger                  | Crec      | ISBN 978-84-932699-4-4 |
| Por uma pedagogia da pergunta      | Per una pedagogia de la pregunta          | Vicent Berenguer, Clara Berenguer | Crec      | ISBN 978-84-15103-00-4 |

## Fons Nucli Paulo Freire
El Fons Nucli Paulo Freire de la Universitat de Girona està integrat pels documents del Nucli Paulo Freire i de l'Institut Paulo Freire d'Espanya.
Està format per uns 380 llibres i diverses revistes, així com documents inèdits (manuscrits, fotografies, dibuixos i cartells) recopilats pel professor Sebastià Parra. Destaquen els codis del mètode d'alfabetització Paulo Freire, utilitzats en diverses experiències a les comarques gironines.
Aquest fons recopila tant els document publicats per Paulo Freire com aquells sobre ell, el seu mètode i l'alfabetització.

## Reconeixements
Freire també va ser considerat pels seus treballs a l'àrea educativa amb els següents premis:
- El Premi Mohammed Resa Pahlevi de l'Iran, per la UNESCO, de l'any 1975, en Persépolis, Iran.
- El Premi Rei Balduí per al Desenvolupament, de Bèlgica, de l'any 1980, el 5 de novembre de 1980, a Brussel·les.
- El Premi UNESCO de l'Educació per a la Pau, de la UNESCO, de l'any 1986, a París, al setembre de 1986.
- El Premi Andrés Bell de l'Organització d'Estats Americans, OEA, com a Educador del Continent de 1992, el 17 de novembre de 1992, a Washington.
- El Premi Moinho Santista de la Fundació Moinho Santista, a São Paulo (Brasil), el 29 de setembre de 1995.
- The Paulo Freire Awards de la International Consortium Learning, el 9 de novembre de 1994, a Washington.[39]

Podem destacar dues de les vint-i-set universitats que li van atorgar a Paulo Freire el títol de Doctor Honoris Causa:
- La Universitat de Barcelona (Espanya, 2 de febrer de 1988).[40]
- La Universitat Complutense de Madrid (Espanya, 16 de desembre de 1991).[41]